# جون روديك
جون روديك (بالإنجليزية: John Roddick)‏ مواليد 4 يوليو 1976 في أوماها، هو لاعب كرة مضرب أمريكي سابق ومدرب كرة مضرب حاليا في جامعة أوكلاهوما. كان يلعب باليد اليمنى.

## النشأة
ولد روديك في أوماها، نبراسكا، وهو ابن بلانش (كوريل) وهي مدرسة، وجيري روديك وهو رجل أعمال. وهو الأخ الأكبر لنجم التنس الأمريكي أندي روديك.

## روابط خارجية
- جون روديك على موقع رابطة محترفي التنس (الإنجليزية)
- جون روديك على موقع الاتحاد الدولي لكرة المضرب (الإنجليزية)
- جون روديك على موقع خلاصة التنس.كوم (الإنجليزية)